# Dones a Bahrain
Les dones a Bahrain són generalment més actives públicament que les dones d'altres països àrabs. Tenen una formació elevada i estan representades en totes les principals professions, societats de dones i organitzacions de dones. Tenen dret a vot i al voltant d’una quarta part de les dones de Bahrain tenen feines fora de la llar. El Dia de la Dona de Bahrain se celebra anualment el 1r de desembre.

## Vestimenta tradicional
Les peces de roba tradicionals de les dones a Bahrain inclouen la gal·labiyya (الجلابية ; un vestit llarg i lleuger), que és un dels estils de roba preferits per a la llar. Les dones bahrainianes poden portar el muhtashima, que cobreix parcialment el cabell, o el muhajiba, que cobreix completament el cabell.

## Els rols de les dones en la societat
En el passat, com en la dècada del 1960, els rols de les dones bahrainianes depenien dels rols o de les feines dels seus marits. S'esperava que les dones casades amb pescadors ajudessin els seus marits en el seu comerç com a netejadores i venedores de peix. S'esperava que les dones casades amb agricultors actuessin com a ajudants de les terres de conreu i com a venedores dels productes. Als pobles i ciutats, a les dones se les assignava tradicionalment les tasques domèstiques i la cura dels nens. Les dones riques del Bahrain, en general, emprarien serventes per realitzar les seves tasques diàries. A més, les dones de Bahrain són reconegudes per la seva experiència en brodats tèxtils tradicionals. Aquest talent de les dones bahrainianes és un reflex de la cultura i el patrimoni del Bahrain.
Durant els darrers trenta anys més o menys, les dones de Bahrain han tingut oportunitats de desviar-se dels rols convencionals femenins de la societat. Van ser capaces d’ampliar els seus rols i assolir carreres professionals en els camps de l'educació, la medicina, la pràctica d'infermeria i altres llocs de treball relacionats amb la salut, les finances, els treballs administratius, la fabricació lleugera, la professió bancària i la ciència veterinària, entre d'altres.
De fet, Bahrain és el primer país del Consell de Cooperació per als Estats Àrabs del Golf que té dones amb rols i càrrecs governamentals elevats, representant al govern, com ministres i ambaixadores.
Una de les influències del punt de vista de les dones bahrainianes sobre la importància de l'educació i les tendències de la moda van ser el grup de missioneres estatunidenques de New Brunswick (Nova Jersey), que van arribar a Bahrain a finals de la dècada del 1890, així com les primeres mestres expatriades d'Egipte i el Líban. La primera escola laica per a dones de Bahrain, Al-Khadija Al-Kubra, es va crear el 1928.

## L'educació
El 1928, segons Farouk Amin, Bahrain va ser el primer estat del Golf a tenir educació per a dones.
A la dècada del 1950, el primer grup de dones bahrainianes va estudiar al Caire (Egipte) i Beirut (Líban), per a convertir-se en professores i directores d'escoles a Bahrain. La primera escola d’infermeria amb seu a l’hospital de Bahrain es va fundar el 1959 amb l’obertura del Col·legi de Ciències de la Salut i va donar oportunitats a les dones bahrainianes per exercir d’infermeres. Les dones van poder estudiar medicina i camps relacionats a Jordània, Beirut i Egipte. Les dones que ho feien eren capaces de professar com a caps de departament, com a deganes de col·legis i universitats, i com a professores.
Bahrain també va ser el primer estat del Golf a tenir organitzacions socials per a dones el 1965. El 2005, la Royal University for Women (RUW) va ser la primera universitat internacional privada de Bahrain dedicada a l'educació de les dones del país.

## Els drets de les dones

### Llei de l'estatus personal
No hi ha cap llei unificada sobre l'estatus personal a Bahrain que cobreixi qüestions com el divorci i la custòdia dels fills, de manera que els jutges de la Xaria (شريعة) tenen discreció en aquests assumptes. El novembre de 2005, el Consell Suprem per a les Dones, en aliança amb altres activistes pels drets de les dones, va iniciar una campanya pel canvi: organització de manifestacions, col·locació de pòsters a tota l'illa i realització d'una sèrie d'entrevistes als mitjans de comunicació.
No obstant això, el canvi de llei ha estat resistit pel principal partit islamista xiïta, Al Wefaq, que va resultar en un gran enfrontament polític amb activistes pels drets de les dones. Al Wefaq va argumentar que ni els diputats elegits a la Cambra de Diputats ni el govern tenen l'autoritat per canviar la llei perquè aquestes institucions podrien «malinterpretar la paraula de Déu». En canvi, el dret a canviar la llei és responsabilitat exclusiva dels líders religiosos.
El 9 de novembre de 2005, els partidaris d'Al Wefaq van afirmar haver organitzat la manifestació més gran de Bahrain amb 120.000 persones que protestaven contra la introducció de la Llei de l'estatus personal, i pel manteniment de cada grup religiós que tingués les seves pròpies lleis de divorci i herències. El mateix dia, una aliança d'organitzacions de drets de les dones va celebrar una concentració més petita per a demanar la llei unificada, que va atreure 500 partidaris.
La qüestió de la introducció d’una llei unificada sobre l'estatus personal ha dividit la societat civil en dos bàndols: els grups de drets de les dones i drets humans que volen la seva introducció, oposats pels grups islamistes xiïtes en aliança amb els wahabbi de l'Al Asalah.

### Els drets polítics de les dones i la seva participació política

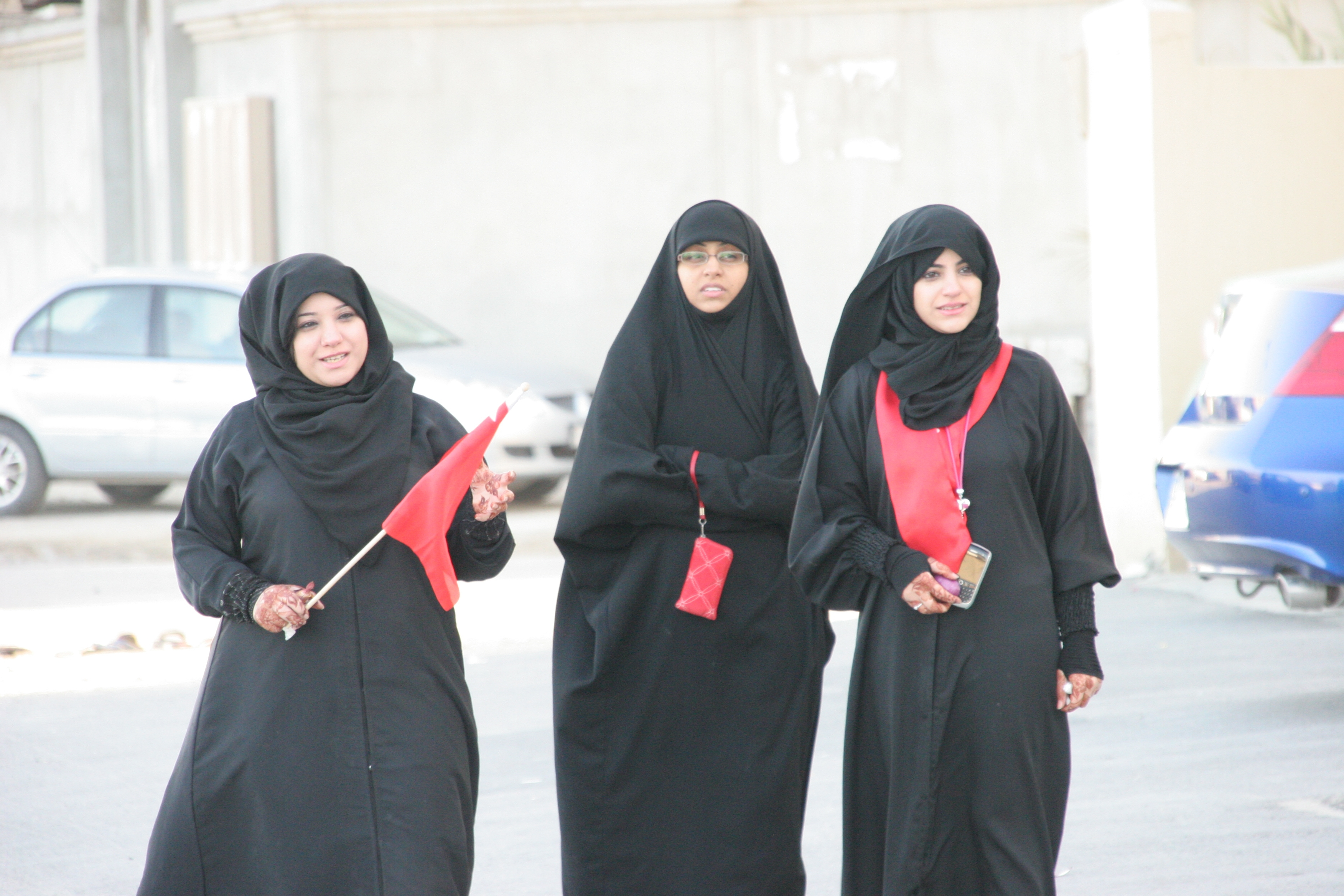
Dones bahrainianes

El 2002, una esmena a la Constitució de Bahrain va donar a les dones de Bahrain el dret al vot i a presentar-se a les eleccions nacionals, el segon país del Consell de Cooperació per als Estats Àrabs del Golf a fer-ho. La decisió de donar el vot a les dones el 2002 va formar part de diverses reformes polítiques que van permetre establir un parlament elegit democràticament i alliberar els presos polítics. Abans del 2002, les dones no tenien drets polítics i no podien votar a les eleccions ni presentar-se com a candidates.Tanmateix, hi va haver una certa ambivalència cap a l'extensió dels drets polítics de sectors de la societat bahreiní, sobretot de les dones, amb el 60% de les dones bahrainianes que el 2001 es van oposar a estendre el vot a les dones.
Les dones van votar per primera vegada i es van presentar a les eleccions municipals celebrades el 2002, on van perdre les 31 dones que es presentaven junt amb més de 300 candidats. A més, cap dona va ser elegida a les eleccions generals de Bahrain del 2002. No hi havia dones candidates a les llistes de partits islamistes com Al Wefaq (جمعية الوفاق الوطني الإسلامية), Societat Islàmica Al-Menbar (جمعية المنبر الوطني الإسلامي) i Asalah (جمعية الأصالة الإسلامية). Com a resposta al fracàs de les dones candidates a les eleccions parlamentàries, sis dones, inclosa una cristiana, van ser designades a la cambra superior del parlament, el Consell de la Xura de Bahrain (مجلس الشورى البحريني), que també inclou representants de les comunitats indígenes jueves i cristianes del Regne.
El 2004, Bahrain va nomenar la seva primera ministra, la doctora Nada Haffadh (ندى عباس حفاظ), per al càrrec de ministra de Salut i, el 2005, la doctora Fatima Albalooshi, la segona dona ministra, va ser nomenada al gabinet.
El 2005, Houda Ezra Nonoo (هدى عزرا نونو), activista jueva, que des del 2004 també dirigia la Societat d'observadors dels drets humans a Bahrain (جمعية مراقبة حقوق الإنسان البحرينية), que va fer campanya contra la reintroducció de la pena de mort a Bahrain, també va ser nomenada al Consell de la Xura. L'abril de 2005, la membre de la Xura, Alees Samaan (أليس توماس سمعان), es va convertir en la primera dona a presidir una sessió parlamentària al món àrab quan va presidir el Consell de la Xura. La cap de la principal organització de dones, el Consell Suprem per a les Dones, Lulwa Al Awadhi (لولوة العوضي), ha rebut el títol de «ministra de gabinet honorària».
Un grup de dones del Consell Suprem per a les Dones va formar candidatures per a participar en les eleccions generals de Bahrain de 2006. Un total de divuit dones candidates es van presentar a les eleccions generals de Bahrain el 2006. La majoria de les candidates es van presentar a partits d'esquerra o independents, sense que cap partit islamista estigués representat per una dona, tot i que el partit salafista Asalah va ser l'únic grup que es va oposar públicament a la candidatura de les dones a les eleccions parlamentàries. Només va guanyar una candidata, Lateefa Al Gaood (لطيفه القعود), qui es va convertir en la primera dona parlamentària de Bahrain (en el seu cas per defecte abans de votar, després que els seus dos oponents de la seva circumscripció abandonessin la cursa electoral).
El nombre de dones candidates va augmentar a les eleccions parcials del 2011. A les eleccions generals de Bahrain del 2014, un petit nombre de dones van ser elegides per a les dues cambres.
Es va considerar que la mesura de Bahrain va animar les activistes dels drets de les dones a la resta del golf Pèrsic a intensificar les demandes d'igualtat. El 2005 es va anunciar que a les dones kuwaitianes se les concediria els mateixos drets polítics que els homes.
Quan Bahrain va ser elegit per dirigir l'Assemblea General de les Nacions Unides el 2006, va nomenar advocada i activista pels drets de les dones Haya bint Rashid Al Khalifa (هيا راشد آل خليفة) presidenta de l'Assemblea General de les Nacions Unides, sent la primera dona de l'Orient Mitjà i la tercera dona de la història que va assumir el càrrec. El secretari general de l'ONU, Kofi Annan, va dir d'ella: «Vaig conèixer-la ahir i la vaig trobar força impressionant. Tots els estats membres estan decidits a treballar amb ella i a donar-li suport, i crec que aportarà una nova dimensió al treball d'aquí.»
Diverses activistes pels drets de les dones s'han convertit en personalitats polítiques a Bahrain per dret propi, o fins i tot han obtingut reconeixement internacional, com Ghada Jamsheer (غادة يوسف جمشير), l'activista més destacada pels drets de les dones a Bahrain, qui va ser nomenada per la revista Forbes com una de les «deu dones més poderoses i efectives del món àrab» al maig del 2006. Ghada Jamsheer va dir que «el govern utilitza els drets de les dones com a eina decorativa a nivell internacional», va referir-se a les reformes com a «artificials i marginals», i va acusar el govern de «dificultar les societats no governamentals de dones». En un comunicat al desembre del 2006, va dir:
| « | El govern utilitza la qüestió del dret de família com a eina de negociació amb els grups islàmics de l'oposició. Això és evident pel fet que les autoritats plantegen aquesta qüestió sempre que vulguin distreure l'atenció d'altres qüestions polítiques controvertides. Tot i que no es prenen mesures serioses per ajudar a aprovar aquesta llei, tot i que el govern i la seva Assemblea Nacional titella no van tenir problemes en els darrers quatre anys a l’hora d’aprovar lleis restrictives relacionades amb les llibertats bàsiques. Tot això és per què ningú a Bahrain creu en els tòpics governamentals i en les institucions governamentals com el Consell Suprem per a les dones. El govern va utilitzar els drets de les dones com a eina decorativa a nivell internacional. Mentre que el Consell Superior de les Dones es va utilitzar per dificultar les societats no governamentals de dones i per bloquejar el registre de la Unió de Dones durant molts anys. Fins i tot quan la Unió es va registrar recentment, estava restringit per la llei de societats. | » |

El 2008, Houda Nonoo (هدى عزرا نونو) va ser nomenada ambaixadora als Estats Units d'Amèrica, convertint-se en la primera ambaixadora jueva de qualsevol país àrab. El 2011, Alice Samaan (أليس توماس سمعان), una dona cristiana, va ser nomenada ambaixadora al Regne Unit.

### La violència domèstica
No hi ha lleis a Bahrain per protegir les dones contra la violència domèstica.

## Dones bahrainianes destacades

### Activistes
- Esra'a Al Shafei
- Faeqa bint Saeed Al Saleh
- Fawzia Zainal
- Ghada Jamshir
- Houda Nonoo
- Jalila al-Salman
- Lulwa Al Awadhi
- Mai bint Mohammed Al Khalifa
- Maryam al-Khawaja
- Munira Fakhro
- Nada Haffadh
- Nancy Khedouri
- Zainab al-Khawaja

### Actrius
- Ahlaam Muhammed
- Amal Anbari
- Fatima Abdul Raheem
- Haifa Hussein
- Istiqlal Ahmed
- Latifa Al Megren
- Najwa Elkebesi
- Noor el-Sheikh
- Sabrin Burshid
- Shaila Sabt
- Souad Ali
- Tanvi Kishore
- Zahra Arafat
- Zainab Al Askari
- Zainab Ghazi

### Escriptores
- Parween Habib
- Hamda Khamis
- Fawziyya al-Sindi
- Fatima al-Taytun
- Zainab Al Askari
- Munira Al-Fadhel
- Hamda Khamis
- Fawziya Rashid
- Fawziyya al-Sindi
- Fatima al-Taytun

### Esportistes
- Alaa Binrajab
- Alzain Tareq
- Aminat Yusuf Jamal
- Aster Tesfaye
- Edidiong Odiong
- Eunice Chumba
- Eunice Kirwa
- Fatema Almahmeed
- Fatema Hameed Gerashi
- Hajar Al-Khaldi
- Iman Essa Jasim
- Kemi Adekoya
- Reem Al-Hashmi
- Rehana Sunder
- Rose Chelimo
- Ruqaya Al-Ghasra
- Salwa Eid Naser
- Sameera Al-Bitar
- Sara Al-Flaij
- Shitaye Eshete
- Tanisha Crasto

### Periodistes
- Bahia Al Jishi
- Khawla Matar
- Lamees Dhaif
- Reem Khalifa
- Sameera bint Ibrahim Rajab
- Sawsan al-Sha'er
- Zainab Abdul Amir

### Polítiques
- Faeqa bint Saeed Al Saleh
- Fatima bint Mohammed Al Balooshi
- Nada Haffadh
- Sameera bint Ibrahim Rajab

### Varis
- Alees Samaan (diplomática)
- Hala Al Turk (cantant)
- Haya Rashed Al-Khalifa (diplomática)
- Houda Nonoo (diplomática)
- Mamta Mohandas (cantant)
- Rafia Ghubash (acadèmica)